# Vespetrò

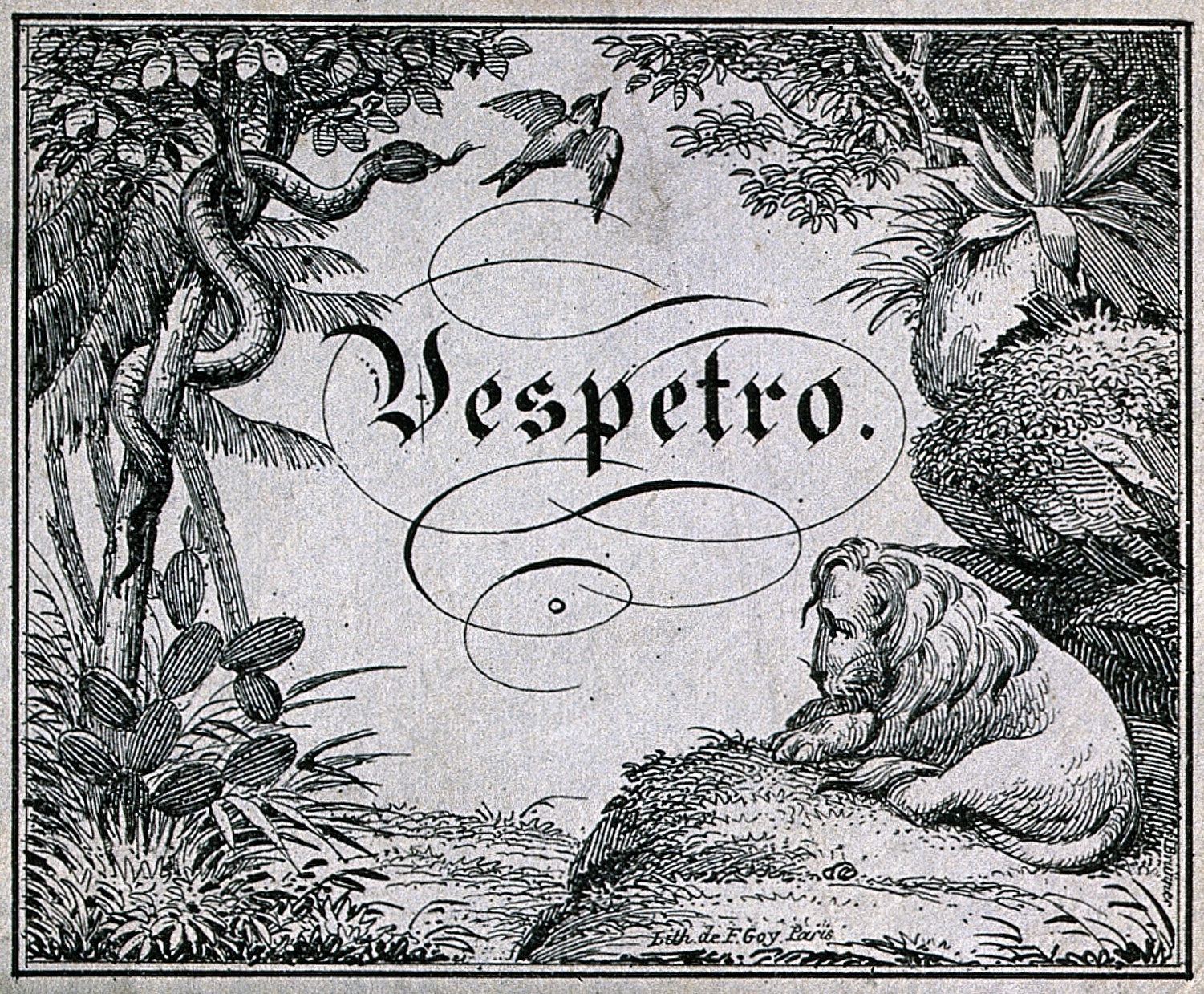

Le Vespetrò est une liqueur italienne d'origine savoyarde ancienne aux vertus carminatives reconnues[réf. nécessaire]. 

Aussi appelée bonne liqueur, ratafia d'angélique et de coriandre  composé  le Vespetrò tend à disparaître, notamment à la suite du développement du marché des produits pharmaceutiques[réf. nécessaire]. 
Diffusé depuis la Savoie en Italie du Nord par le passé, il est devenu un produit typique en Piémont, Lombardie et Vallée d'Aoste, en usage jusqu'en Vénétie. Une recette a même été brevetée à Canzo par Paolo Scannagatta au XIXe siècle.

## Fabrication
Fabriquée à base d'eau-de-vie, comme le jeune Calvados que l'on sucre et dans lequel on laisse macérer pendant quelques jours (5 à 10 jours environ) des graines d'angélique, de coriandre, de fenouil (et parfois d'anis vert) mélangées avec le jus et le zeste de 2 citrons.

### Recettes

#### Version savoyarde
D'après un document du XVIIIe siècle :
« Recette pour Vespetrò. / Pour une bouteille tenant deux pintes / de Paris ; prenez 2 pintes de bonne / eau-de-vie : ajoutez y les graines suivantes / après les avoir grossièrement concassées dans / un mortier. / »
« Graine d'angélique......2 gros. / Graine de coriandre.....1 once. /Graine de fenouil......1 pincée. / »
« Ajoutez le jus de deux citrons avec le zeste des écorces. / »
« Sucre......1 livre »
« Faitez (faites) infuser le tout dans la bouteille / pendant 4 à 5 jours ;remuez de temps / en temps pour faire fondre le sucre. / »
« Filtrez la liqueur par le papier dit à filter / et mettez dans des bouteilles que vous boucherez bien. »